# Magic: The Gathering
Magic: The Gathering (M:TG) – kolekcjonerska gra karciana (ang. Trading Card Game – TCG). Do gry w potrzebne są co najmniej dwie osoby z własnymi taliami. Każdy gracz wciela się w rolę czarodzieja, który używając różnorodnych zagrań, przedmiotów i stworzeń stara się pokonać przeciwnika.

## Historia gry
Pomysłodawcą gry był Richard Garfield – nauczyciel matematyki w jednej z amerykańskich szkół. To właśnie on w roku 1993 zjawił się w małej firmie Wizards of the Coast z propozycją wydania gry planszowej w klimacie fantasy. Koncepcja oraz szkic zasad rządzących zabawą spodobały się firmie Wizards of the Coast, jednak zbyt wysokie koszty produkcyjne zmusiły autora do stworzenia wersji karcianej gry. Dostrzeżono ogromny potencjał gry mającej nieskomplikowane przepisy, ale urozmaiconej i ciekawej dzięki dodatkowym zasadom umieszczonym na kartach. Wydrukowano 2 600 000 kart o 295 wzorach, które po raz pierwszy zaprezentowano 5 sierpnia 1993 na konwencie Origins. Odzew graczy przeszedł najśmielsze oczekiwania wydawców i przyniósł ogromny sukces kasowy.
Zachęcona sporymi zyskami z pierwszej edycji (zwanej później Alpha) firma Wizards of the Coast wypuściła na rynek kolejne: Beta, Unlimited, Revised (nazwaną 3rd Edition – „trzecią edycją”), a następnie edycje od 4. do 9. Edycja szósta znana jest jako Classic. Dla uczczenia dziesięciolecia gry, w roku 2003, przy wydaniu 8. edycji, zmieniono układ graficzny kart.
14 lipca 2007 roku ukazała się 10. edycja, przy której tworzeniu współudział mieli również gracze. Na oficjalnej stronie gry każdy mógł założyć swoje konto i raz w tygodniu głosować na karty, które zostały potem przedrukowane.
W 2009 roku zmieniono sposób wydawania kolejnych edycji. Aktualnie edycje są wydawane co roku i noszą nazwy Magic 2010, Magic 2011, Magic 2012, Magic 2013, Magic 2014, Magic 2015, Magic Origins, Core Set 2019, Core Set 2020 i Core Set 2021.

## Rozgrywka

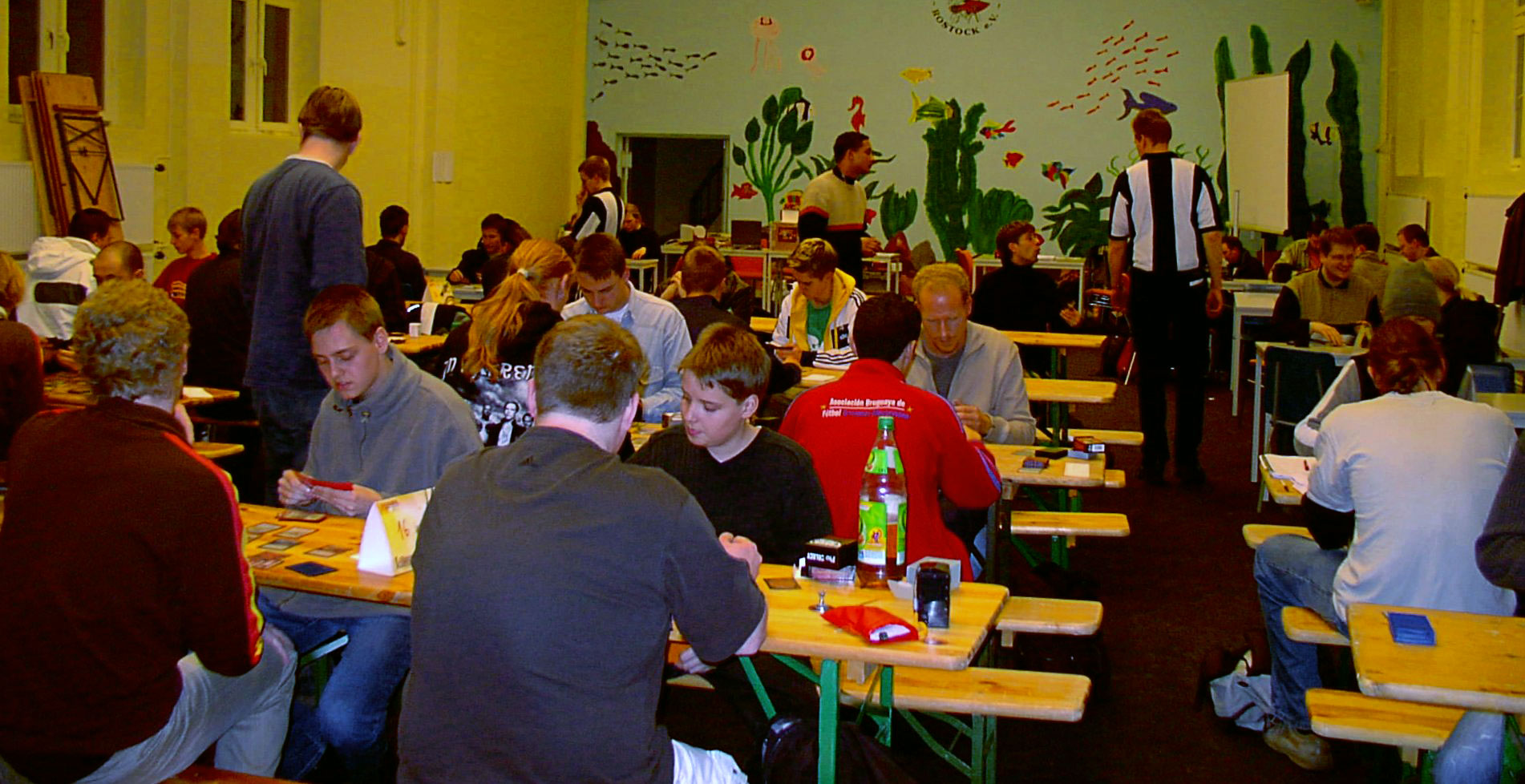
Rostock, Niemcy: Gracze podczas eliminacji do profesjonalnego turnieju: kwalifikacji do Pro Tour w Nagoi, Japonia

Podstawowy tryb gry wymaga dwóch graczy, istnieją także reguły dla czterech lub więcej graczy. Każdy gracz zaczyna z dwudziestoma punktami życia i przegrywa, kiedy straci je wszystkie (lub zostanie otruty trucizną, [poison counters] którą dysponują „zarażające” stwory, wtedy trzeba zadać tylko 10 punktów obrażeń). Gracze tracą życie, kiedy otrzymują obrażenia od przyzwanych stworów lub kiedy różne zagrania i inne karty zabierają im życie bezpośrednio. Choć zmniejszenie liczby punktów życia przeciwnika do zera to najpopularniejszy sposób wygrania, to grę można wygrać także na inne sposoby. Gracz przegrywa także wówczas, gdy musi dobrać kartę, ale jego talia (zwana w grze „biblioteką”) jest pusta. Niektóre karty określają inne sposoby wygrania lub przegrania gry.
Każdy gracz dysponuje swoją talią z wybranymi wcześniej kartami. Od doboru kart zależy strategia jego gry. Trzema podstawowymi typami kart są działania, stworzenia oraz lądy. Lądy zapewniają dostęp do many, energii, która jest używana jako paliwo spalane podczas rzucania zagrań. Gracze mogą zagrywać tylko jeden ląd na turę. Silniejsze czary kosztują więcej many, więc w późniejszej fazie gry ilość i moc zagrań rośnie. Niektóre karty wymagają zapłaty dodatkowych kosztów, takich jak punkty życia czy karty w grze. Zagrania różnią się między sobą. Karty typu Sorcery oraz Instant to typy kart, które mają jednokrotny efekt, po czym umieszczane są na cmentarzu (graveyard, stos kart odrzuconych). Umagicznienia i artefakty (Enchantment, Artifact) pozostają na stole i dają pewien stały efekt. Przyzwane stwory (Creature) mogą atakować i ranić przeciwnika. Dodatek Lorwyn wprowadził nowy typ karty: Planeswalker, który reprezentuje w grze sojusznika, używającego własnej magii, której poziom zależy od ich lojalności wobec gracza. Stworzenia mogą mieć kilka typów, np. artefaktyczne stwory (Artifact Creature) mają wszystkie korzyści i wady bycia zarówno artefaktem, jak i stworem.
Niektóre karty zmieniają zasady gry. Podstawowa zasada M:TG brzmi: „jeśli tekst na karcie jest sprzeczny z innymi zasadami, tekst na karcie ma pierwszeństwo”. Dzięki temu karty są różnorodne.
Gracze rozpoczynają grę z siedmioma kartami na ręce. Rozgrywka jest podzielona na tury i fazy, w których można wykonywać ściśle określone działania: dobierać karty z biblioteki, wykładać na stół karty symbolizujące lądy i zaklęcia, atakować przeciwnika czy bronić się przed atakiem.

## Konstruowanie talii
Każdy gracz potrzebuje talii – początkujący często rozpoczynają od zestawów startowych, które potem mogą być modyfikowane kartami pochodzącymi z boosterów. W większości przypadków talia musi mieć minimum 60 kart. Gracze nie mogą posiadać w talii więcej niż 4 kopie danej karty, chyba że jest ona lądem podstawowym. W zależności od formatu, w jakim toczy się gra, używanie niektórych kart jest ograniczone do 1 sztuki, lub całkiem zakazane.
Budowanie talii wymaga umiejętności, gdyż gracze mogą wybierać z wielu tysięcy różnych kart. Gracze muszą być w stanie ocenić siłę karty, oraz dostrzegać powiązania między nimi. Wybór kart oraz strategii zależy w głównej mierze od koloru talii.

### Kolory w M:TG

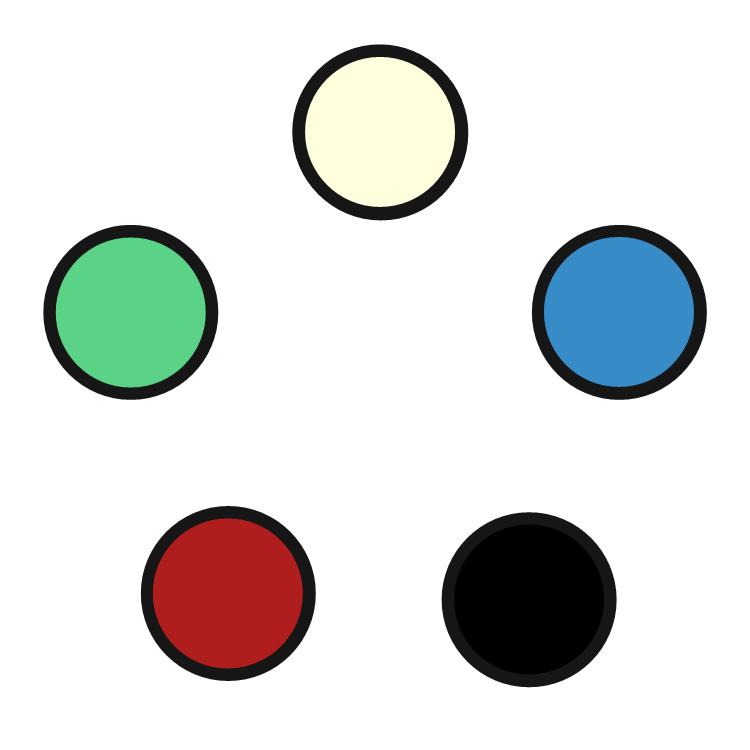
Dostępne kolory

Wszystkie 5 kolorów jest widoczne na tyle większości kart, gdzie ułożone są w układ zwany kołem kolorów. Są to: biały, niebieski, czarny, czerwony, zielony. Każdy kolor ma odpowiadający mu podstawowy ląd: biały ma równinę (Plains), niebieski wyspę (Island), czarny bagno (Swamp), czerwony góry (Mountain), zaś zielony las (Forest). Każdy kolor ma swoje atuty i słabości opierające się na jego stylu działania.
- Biały to kolor porządku, prawa, równości, leczenia, społeczności, pokoju i światła, choć niekoniecznie dobra. Siłą białego są małe stwory, które razem stają się silniejsze, ochrona tych stworów enchantmentami, zdobywanie życia, zapobieganie zadawaniu obrażeń, wprowadzanie różnych ograniczeń, niszczenie artefaktów i enchantmentów. Białe stwory są znane z posiadania zdolności protection, first strike, lifelink oraz vigilance. Ważną cechą koloru białego jest również występowanie największej po kolorze niebieskim liczby kart ze zdolnością flying (w tym m.in. karty aniołów i gryfów). Słabościami białego jest praktyczny brak czarów i zdolności skutkujących utratą życia innych graczy, a tym samym przywiązanie do potworów oraz fakt, że wiele potężnych białych czarów dotyczy wszystkich graczy (choć ta cecha dotyczy w pewnym zakresie również koloru czarnego).
- Niebieski jest kolorem intelektu, iluzji, logiki, wiedzy, manipulacji, a także żywiołów wody i powietrza. Niebieskie karty dają możliwość dociągnięcia dodatkowych kart, przejmowania kart przeciwnika, wracanie kart do rąk właściciela, zmuszania przeciwnika do pozbywania się kart z biblioteki do cmentarza (np. Traumatize, Jace Beleren) kart z library oraz kontrowanie czarów. Niebieskie stwory są zdecydowanie słabsze od stworów zielonych, bywają też minimalnie słabsze od stworów pozostałych kolorów, mają jednak różne umiejętności, które m.in. utrudniają zablokowanie ich (np. flying, shroud) lub zapewniają graczowi dodatkowe profity, takie jak spojrzenie na wierzchnie karty ze swojej biblioteki, czy też dodatkowe ciągnięcie karty przy wejściu danego potwora na pole bitwy lub cmentarz. Słabościami niebieskiego są problemy w uporaniu się z kartami, które już są w grze.
- Czarny to kolor mocy, ambicji, chciwości, śmierci, korupcji oraz egoizmu. Nie jest on zły, jednak wiele kart pośrednio i bezpośrednio odwołuje się do pojęcia zła. Czarne karty są najlepsze w niszczeniu potworów, zmuszaniu graczy do odrzucania kart z ręki, zabierania życia lub przywracania stworów z cmentarza do gry. Co więcej, ponieważ czarny stara się wygrać za wszelką cenę, ma ograniczony dostęp do wielu zdolności czy efektów, które normalnie dostępne są tylko dla jednego z pozostałych kolorów. Umiejętności te wymagają jednak ogromnych kosztów: poświęcenia swojego zdrowia, stworów, czy też innych zasobów. Głównymi słabościami czarnego są kompletna bezradność wobec artefaktów i enchantmentów, tendencja do ranienia nie tylko przeciwnika, ale i siebie, oraz problemy z pozbywaniem się innych czarnych stworów.
- Czerwony to kolor wolności, chaosu, pasji, kreatywności, impulsywności, furii, działań wojennych, ognia, oraz nieożywionej materii ziemi. Atutami czerwonego są karty niszczące artefakty oraz lądy przeciwnika, poświęcanie kart dla tymczasowej, lecz bardzo dużej mocy, oraz zagrywanie czarów zadających obrażenia stworom i/lub graczom. Czerwony posiada szeroką gamę stworów, które w większości są tanie i szybkie, posiadają jednak małą wytrzymałość, przez co są bardzo podatne na ataki. Czerwone kreatury niekiedy mają małe statystyki początkowe, lecz posiadają zdolności, które pozwalają łatwo tymczasowo znacznie zwiększyć własny potencjał. Niektóre czerwone karty mogą obrócić się przeciwko właścicielowi w zamian za zwiększenie skuteczności. Czerwony dzieli z niebieskim „złodziejski” motyw: może tymczasowo zawładnąć potworami i czarami przeciwnika, choć zwykle nie na zawsze. Wiele czerwonych stworów ma zdolność haste, czerwone kreatury często także posiadają zdolność first strike, specyficzną zdolnością czerwonych kreatur jest zwiększenie minimalnej liczby stworzeń mogących zablokować danego potwora do kilku. Słabościami czerwonego są niezdolność w niszczeniu enchantmentów, autodestrukcyjna natura wielu zaklęć oraz szybkość gry kosztem mocy późniejszych zaklęć. Większość kart o losowym działaniu jest czerwona.
- Zielony jest kolorem życia, instynktu, natury, rzeczywistości, ekologii oraz niezależności. Zielony ma najwięcej kart dużych stworów. Wiele zielonych kart powiększa atak i obronę stworów na czas jednej tury. Zielony jest zdolny także do niszczenia artefaktów, enchantmentów, zwiększania punktów życia, szybkiego wystawiania lądów i kumulowania ilości many. Zielone stwory często mają zdolność trample. Słabości zielonego obejmują trudności w niszczeniu innych stworów, prawie całkowity brak latających stworów oraz posiadanie tylko kilku strategicznych opcji innych niż posiadanie wielu silnych stworów.

Należy również podkreślić, że aktualnie najpopularniejsze są talie łączące 2 (lub czasem więcej) kolory. Pozwala to na wykorzystanie ich zalet w grze, np. talia Leveler's Glory z edycji Rise of the Eldrazi opiera się na białej mocy przywracania zdrowia i niedrogich kartach potworów wspartej niebieskimi działaniami. Istotnym jest, iż w przypadku łączenia kolorów mamy zazwyczaj do czynienia z kolorem głównym, którego jest w talii najwięcej i kolorem (lub kolorami) wspierającym, którego jest w talii zdecydowanie mniej i spełnia rolę pomocniczą.

### Rodzaje talii
Jest pięć podstawowych typów talii, a co z tym związane, sposobów gry. Składając talię do gry, gracz decyduje, w jakim stylu woli prowadzić rozgrywkę. W zależności od swojego wyboru, talię można zaliczyć do danej grupy:
- Aggro – ten typ talii ma za zadanie jak najszybciej pozbawić przeciwnika wszystkich dwudziestu punktów życia. Co się z tym wiąże, karty nie powinny mieć wyższego kosztu mana niż 4. Dobrymi kolorami na aggro deck są czerwony (jego atut to duża liczba czarów odbierających przeciwnikowi przeważnie od 3 do 5 pkt. życia, czary te można też celować w kreatury przeciwnika), zielony (jego atut to duża ilość kart dających dodatkową manę, dzięki której szybko można wystawić droższe a zarazem silniejsze stwory, a także duża ilość kart, która je wzmacnia) i biały (jego atut to duża ilość kart wzmacniających stwory i dużo kart czyszczących drogę kreaturom w początkowych fazach gry, co w aggro decku jest bardzo przydatne).
- Control – ten typ talii ma za zadanie jak najdłużej przeciągać grę za pomocą kart cofających wrogie stwory na rękę i kontrowania wystawianych przez przeciwnika kart. Ma to prowadzić do tego, by przeciwnikowi skończyły się przydatne karty, a wtedy można przejść do ataku. Najlepszym kolorem na talie kontrolne jest niebieski (jego atut to duża ilość kart bardzo opóźniających grę, a także spora liczba czarów zapewniających nam zwiększenie ilości dociąganych kart), do niebieskiego można dodać też kolory czarny lub biały, które umożliwią zagrywanie kart masowo niszczących stwory np.: „Wrath of God”, „Damnation” (niszczy wszystkie stwory, nie można ich zregenerować).
- Aggro/Control – talia łącząca w sobie elementy aggro talii i kontroli. Mistrz świata z 2007 roku, Uri Peleg wygrał tytuł grając talią tego typu, o nazwie „Doran Rock”. Również Mistrz świata 2008 roku, Antti Malin grał talią o nazwie „Faeries”, która zaliczana jest do tego rodzaju talii.
- Combo – talia tworzona jest w oparciu o kombinację dwóch-trzech głównych kart których efekty/zdolności w połączeniu ze sobą zapewniają wygraną. Pozostałe karty w talii mają za zadanie jedynie pomóc w uzyskaniu kombinujących się kart. Mistrz świata z 2006 roku, Makihito Mihara wygrał turniej o tytuł tego typu talią o nazwie „Dragonstorm”.
- Prison – Podtyp talii Control. Niezbyt popularna talia, polegająca na zablokowaniu i doprowadzeniu wroga do niemożności działania. Zwykle w takim przypadku przeciwnik poddaje się pod koniec meczu, czuje się bezsilny (jakby był w „więzieniu” – stąd nazwa).

## Rodzaje edycji (zbiorów kart)
„Edycjami” określa się obecnie zestawy kart dobranych tak, aby stanowiły one jednolity i stosunkowo łatwy do opanowania dla średnio zaawansowanego gracza zbiór reprezentujący najważniejsze cechy i mechanizmy gry. Od siódmej edycji określa się je dodatkowo mianem Core Set, co można tłumaczyć jako „zbiór podstawowy”. Do momentu wydania M10 karty dobierane były tak, aby reprezentowały jedynie najprostsze mechanizmy gry i składały się jedynie z kart które były wcześniej wydrukowane w innych edycjach. Wraz z wprowadzeniem M10 zmianie uległa częstotliwość wydawania edycji głównych z jednej co dwa lata na jedną rocznie.
W skład głównych edycji nie wchodzą karty z najbardziej zaawansowanymi mechanizmami (często uważanymi za najatrakcyjniejsze i najbardziej ekscytujące) – takie karty pojawiają się jedynie w edycjach dodatkowych (expansions, expansion sets), tzw. „dodatkach”. Na początku dodatki były wydawane pojedynczo, lecz wkrótce zaczęto grupować je w bloki tematyczne. Bloki te składają się zazwyczaj z trzech dodatków, jednak co jakiś czas wydawany jest blok składający się z większej ich liczby lub z niestandardową ilością kart.

## Fabuła
Złożona fabuła dla gry stwarzana była stopniowo. Najpierw pojawiła się w krótkich opowiadaniach dołączonych do reguł gry. Później pojawiły się pierwsze książki (wydawane przez HarperPrism) oraz komiksy (wydawnictwo Acclaim). Fabuła przeżyła tzw. Rewizję gdy Wizards of the Coast przejęła proces wydawnictwa książek i niektóre historie opowiedziane zostały od nowa. Od tej pory kolejne pozycje wydawane były regularnie. Od czasu dodatku Nemesis książki miały ten sam tytuł co edycja (z małymi wyjątkami w nowszych edycjach) i były wydawane razem z nimi. Wraz z dodatkiem Shards of Alara, wydawana jest tylko jedna książka na blok dodatków, za to wznowiono wydawanie książek nie związanych bezpośrednio z nowymi edycjami.
Większość historii stworzonych do dodatków dzieje się na Dominarii – fikcyjnym świecie stworzonym na potrzeby gry. Od 2003 roku fabuła odwiedza wciąż nowe plany (w stworzonej terminologii oznaczające wszechświaty wchodzące w skład multiwersum gry Magic).

## Scena turniejowa
Obecnie M:tG ma rzesze zwolenników na całym świecie (ok. 215 tys. graczy w światowej bazie rankingowej DCI, ogólna liczba graczy szacowana jest na ponad 12 milionów). Również w Polsce istnieje pokaźne grono miłośników tej gry karcianej (szacuje się, że jest ich ok. 15 000, z czego ponad 2160 należy do DCI – światowej federacji zrzeszającej graczy). Organizowane są turnieje, nieraz z wysokimi nagrodami pieniężnymi dla zwycięzców (dla przykładu – zwycięzca mistrzostw świata otrzymuje 40 000 USD). Turnieje przeprowadzane są w wielu różnych formatach gry, które zabraniają używania niektórych kart lub ich określonych edycji. Najpopularniejszymi w Polsce formatami „constructed” (gra własną talią) są „Modern” oraz „Standard” („Type 2”), w którym rozgrywane są Mistrzostwa Świata i Puchar Świata. Istnieje jeszcze format zwany T1 (Vintage), w którym dozwolone są wszystkie karty, a te najsilniejsze są restrykcjonowane (można mieć tylko jedną w decku). Oprócz tego istnieje także format Legacy (dawniej nazywany Type 1,5), który różni się od T1 tym, że najpotężniejsze karty są w Legacy zbanowane (zabronione – nie można nimi grać). Obniża to tzw. power level (czyli „moc”) talii istniejących w tym formacie, przez co ma on wielu zwolenników. Dość popularnymi formatami constructed rozgrywanymi wyłącznie towarzysko są Commander i Pauper.
Oprócz turniejów „constructed” odbywają się także atrakcyjne, ale i bardziej skomplikowane i trudniejsze turnieje „limited”, polegające na graniu talią skonstruowaną na samym turnieju. Najpopularniejsze formaty „limited” to „Booster Draft” (wraz z formatem „Standard” był również częścią Mistrzostw Polski, dopóki „Nationalsy” były rozgrywane na świecie) oraz „Sealed Deck”, najczęściej grany z okazji ukazywania się nowych edycji lub turniejów kwalifikujących na profesjonalny cykl Pro Tour.

## Kolekcjonerstwo

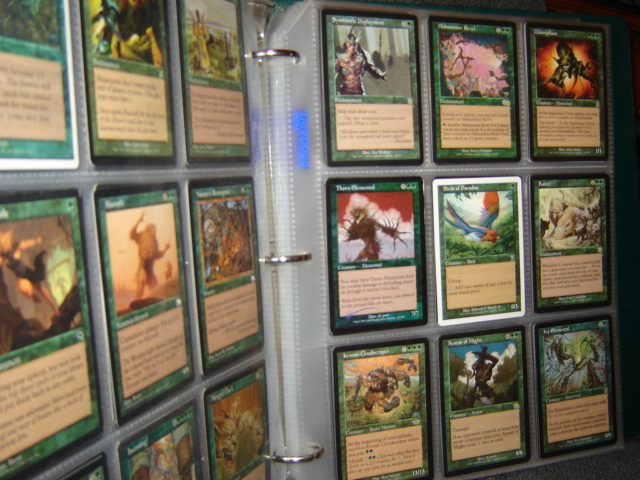
Segregator z kartami do gry

Karty są sprzedawane w zestawach 15 losowych kart (boosterach) lub w zestawach zawierających gotową do gry talię, złożoną z kart z jednego dodatku. Do bloku Lorwyn włącznie sprzedawano też tzw. tournament packi – zestawy 45 losowych kart i 30 kart zwanych lądami podstawowymi. Istnieją też sklepy sprzedające pojedyncze karty (tzw. single), choć gracze najczęściej zdobywają karty wymieniając je między sobą. Każda karta ma określoną wartość, ustaloną umownie na podstawie jej przydatności w grze (jakości), daty wydania, rzadkości występowania i stopnia zniszczenia (kondycji).
Karty wydawane są w wielu różnych językach świata. Najliczniejsze są te w języku angielskim, ale w Magic:The Gathering można grać także kartami wydanymi po: niemiecku, francusku, hiszpańsku, portugalsku, włosku, chińsku, japońsku, koreańsku, a od 2005 roku także po rosyjsku. Istnieją także karty w innych językach, nawet z tekstem po łacinie, wydawane w małych nakładach i ze specjalnych okazji.
Zwiększoną wartość kolekcjonerską mają karty z metalicznym połyskiem, tzw. foil oraz specjalne, promocyjne wersje kart, będące bonusem za udział w turniejach (tzw. promo) bądź gratyfikacją za ich sędziowanie (tzw. folie DCI). Podobnie jak w filatelistyce, wartość kolekcjonerską karty zwiększa jej błędne wydrukowanie (tzw. misprint) lub przycięcie.
Polskim dystrybutorem Magic: the Gathering była firma ISA, a 1 stycznia 2012 roku został nim CD Projekt.  Od 24 kwietnia 2020 Polskim dystrybutorem została firma Rebel.